# Vyškov na Moravě (nádraží)
Vyškov na Moravě je železniční stanice v západní části okresního města Vyškov v Jihomoravském kraji nedaleko řeky Haná. Leží na jednokolejné elektrizované trati Brno–Přerov (25 kV 50 Hz AC). Ve vzdálenosti asi 100 metrů od nádraží se nachází též městské autobusové nádraží.

## Historie
Stanice byla vybudována jakožto součást Moravsko-slezské severní dráhy (sesterská společnost Severní dráhy císaře Ferdinanda KFNB) spojující Brno a Přerov, kde se trať napojovala na existující železnici do Ostravy a Krakova. Autorem univerzalizované podoby rozsáhlé stanice byl pravděpodobně architekt Theodor Hoffmann. Pravidelný provoz mezi Brnem a Přerovem byl zahájen 30. srpna 1869. Po zestátnění KFNB v roce 1906 pak obsluhovala stanici jedna společnost, Císařsko-královské státní dráhy (kkStB), po roce 1918 pak správu přebraly Československé státní dráhy.
Elektrizace trati procházející stanicí probíhala v letech 1994-1996.

## Popis
Nachází se zde pět jednostranných nekrytých úrovňových nástupišť, k příchodu k vlakům slouží přechody přes kolejiště. Ze stanice odbočuje jedna vlečka. V dlouhodobém horizontu je počítáno s modernizací trati na rychlost až 200 km/h jakožto součást vysokorychlostního železničního koridoru Praha-Brno-Ostrava, jeho plánované dokončení se předpokládá okolo roku 2040.[zdroj?]

## Výpravní budova
Při výstavbě Moravsko-slezské severní dráhy byly použity typové projekty výpravních budov ve všech stanicích. V Vyškově jde o největší variantu pocházející z projekční kanceláře KFNB pod vedením architekta Theodora Hoffmanna. Výpravna byla postavena v romantizujícím slohu na protáhlém pětidílném půdorysu. Střední patrová část měla krajní rizality s navazujícími přízemní trakty s kolmě zakončenými patrovými křídly. Budova byla krytá valbovou střechou ve střední části, podélný trakt a křídla měly sedlovou střechu. Budova byla zdobena gotizujícími prvky, které byly při opravách v šedesátých a sedmdesátých letech 20. století odstraněny. V roce 2017 byla výpravní budova opravena, náklady na opravu činily cca 1,4 milionů korun. Další rekonstrukce za 56 milionů korun měla proběhnout v roce 2020.

## Vodárna
Ve směru na Přerov v blízkosti výpravní budovy stojí vodárna. Jedná se o jednu ze tří dochovaných vodáren na trati Moravsko-slezské severní dráhy. Typový objekt pochází z projekční kanceláře KFNB pod vedením architekta Theodora Hoffmanna.
Vodárna je samostatná dvoupatrová věž se sedlovou střechou a s obytným křídlem připojeným k zadní straně věže. V patrech fasády jsou trojice úzkých obdélných oken, u druhéhé patra je střední okno vyšší. Původní členění fasády a zdobné prvky byly odstraněny při opravách.
Součástí nádraží bylo zděné skladiště s kanceláří umístěné naproti výpravny a vodárny.

## Galerie

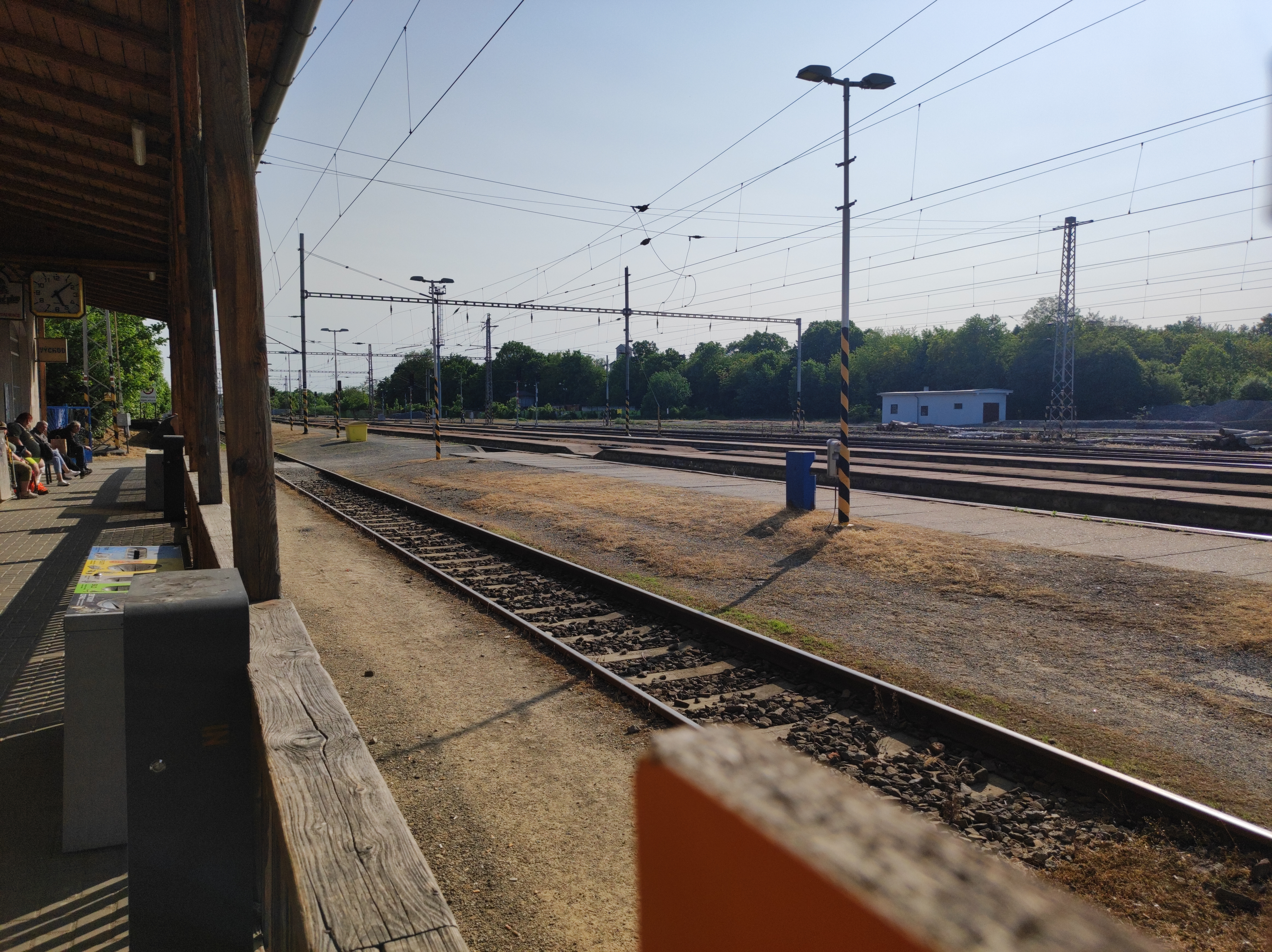
Kolejiště
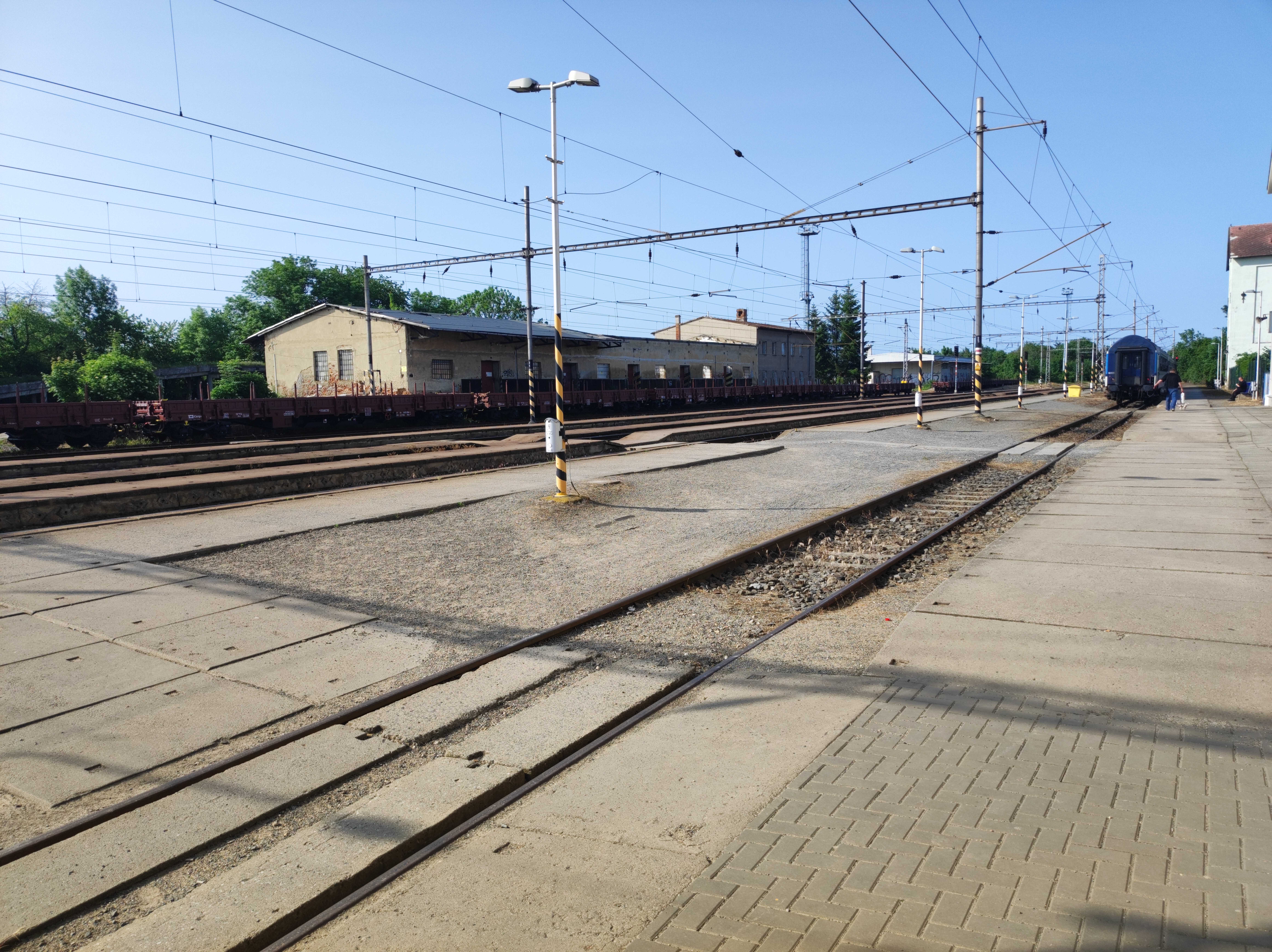
Zděné skladiště s kanceláří (vlevo)
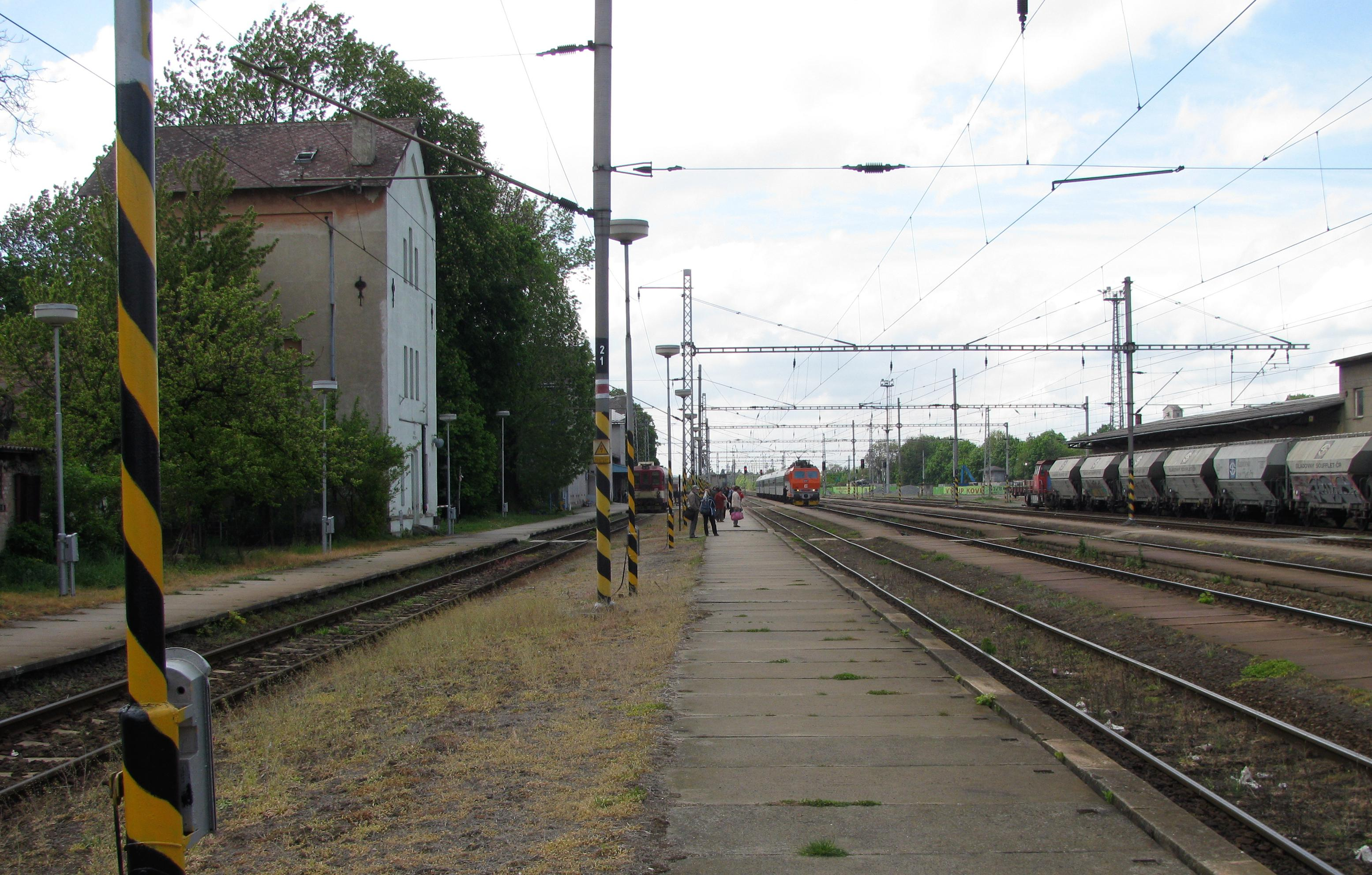
Vodárna
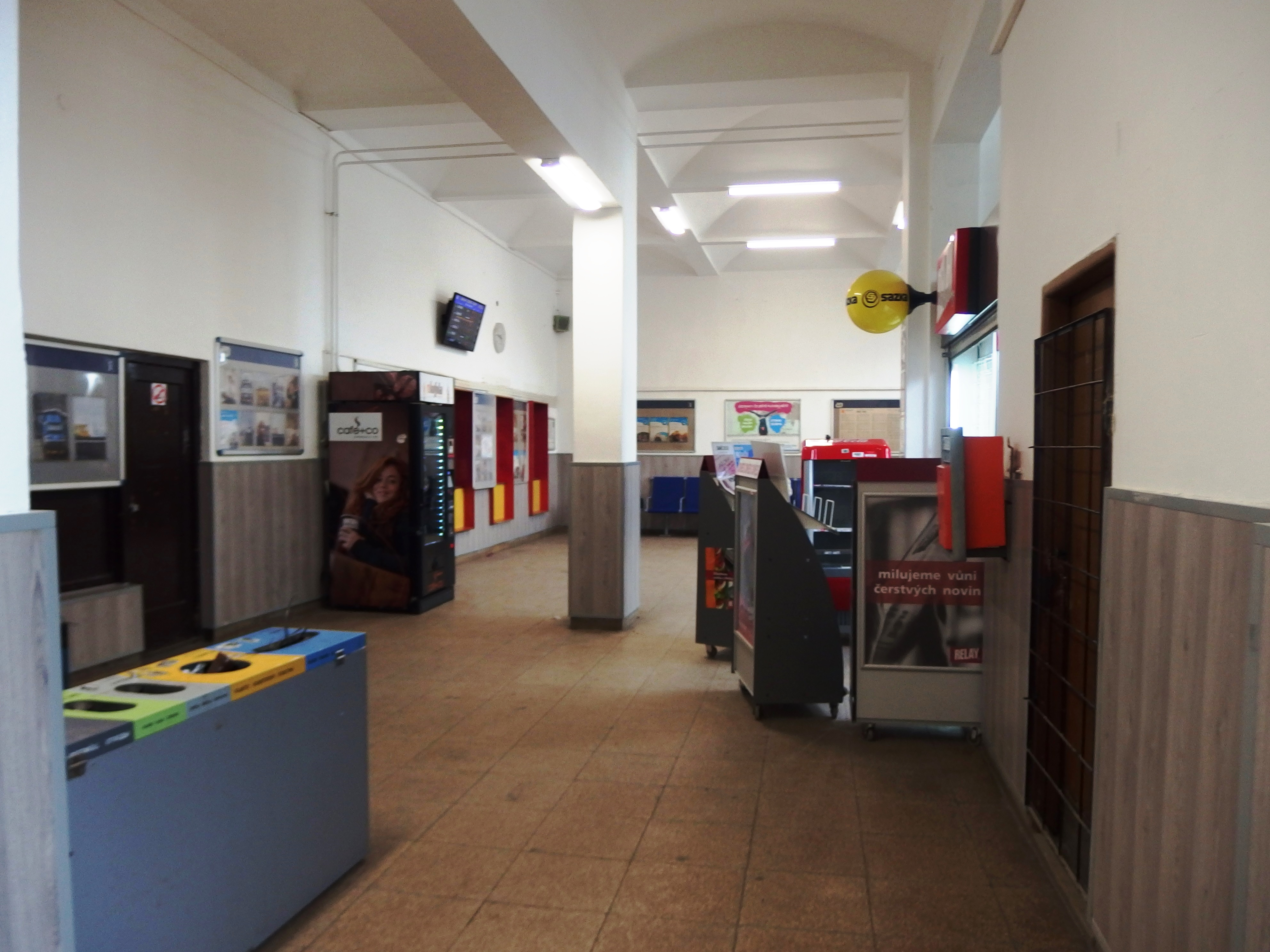
Vestibul (2018)